# NGC 1105
NGC 1105/IC 1840 ist eine linsenförmige Galaxie vom Hubble-Typ S0-a im Sternbild Walfisch südlich der Ekliptik. Sie ist schätzungsweise 344 Millionen Lichtjahre von der Milchstraße entfernt und hat einen Durchmesser von etwa 70.000 Lichtjahren.
Im selben Himmelsareal befinden sich u. a. die Galaxien NGC 1074, NGC 1075, NGC 1081, NGC 1083.
Das Objekt wurde am 2. Dezember 1885 vom US-amerikanischen Astronomen Francis Preserved Leavenworth entdeckt.